# Палишино
Палишино — деревня в Холмогорском районе Архангельской области.

## География
Находится в центральной части Архангельской области на расстоянии приблизительно 51 км на юг по прямой от административного центра района села Холмогоры на левобережье реки Северная Двина.

## История
Деревня существовала еще в XIX веке, здесь имеется Дмитриевская церковь 1888—1889 годов постройки. До 2022 года входила в Ракульское сельское поселение до его упразднения.

## Население
Численность населения: 13 человек (русские 92 %) в 2002 году, 15 в 2010.